# Koenigiinae
Koenigiinae je podtribus biljaka iz porodice dvornikovki, dio je tribusa Persicarieae. Sastoji se od rodova Bistorta i Koenigia raširenih po Euroaziji i Sjevernoj Americi.

## Rodovi
1. Bistorta (L.) Scop.
2. Koenigia L.